# Ingolf Knudsen
Ingolf Jørgen Knudsen (født 10. august 1940 i Odense, død 24. december 1999) var en dansk lærer, højskoleforstander og politiker som var medlem af Folketinget for Centrum-Demokraterne 1973-1975 og 1977-1979.
Knudsen blev født i Odense i 1940 som søn af guldsmed Knud Knudsen og hustru Magda Knudsen. Han havde realeksamen fra Vestre Skole i Odense fra 1957 og var elev i Fyns Stifts Sparekasse i Odense 1958-1961. I 1963 havde han et ophold på Krogerup Højskole, og han var på et studieophold i London 1964. Knudsen blev uddannet lærer fra Frederiksberg Seminarium i 1970. Han var derefter folkeskolelærer i Københavns Kommune og blev viceskoleinspektør i Gladsaxe i 1972. Knudsen var fra 1976 højskoleforstander for Europahøjskolen på Møn.
Knudsen var medlem af Socialdemokratiet fra 1968 til 1973 og socialdemokratisk kommunalbestyrelsesmedlem i Frederiksberg Kommune 1970-1973. Han skiftede i 1973 parti til det nydannede Centrum-Demokraterne og blev dets folketingskandidat i Odense Sydkredsen. Han blev valgt ved folketingsvalget i 1973 i Fyns Amtskreds og var medlem af Folketinget fra 4. december 1973 til 9. januar 1975. Han blev igen valgt ved valget i 1977 hvor han var opstillet i både Odense Sydkredsen og Svendborgkredsen og var folketingsmedlem fra 15. februar 1977 til 10. januar 1979 hvor han nedlagde sit folketingsmandat. Hans plads i Folketinget blev overtaget af Therkel Christensen.
Knudsen var formand for Folketingets undervisningsudvalg 1973-1975.